# Neocampylochaeta genalis
Neocampylochaeta genalis är en tvåvingeart som beskrevs av Townsend 1927. Neocampylochaeta genalis ingår i släktet Neocampylochaeta och familjen parasitflugor. Inga underarter finns listade i Catalogue of Life.